# خفاش بینی‌برگه‌ای کهربایی
خفاش بینی‌برگه‌ای کهربایی (نام علمی: Hipposideros fulvus) نام یک گونه از زیرراسته خفاش‌های کوچک است. این گونه در جنوب شرقی ایران، پاکستان، هند، افغانستان، سری‌لانکا، نپال و چین یافت می‌شود.